# Koçcağız, Tufanbeyli
Koçcağız là một xã thuộc huyện Tufanbeyli, tỉnh Adana, Thổ Nhĩ Kỳ. Dân số thời điểm năm 2009 là 68 người.